# Passo della Borcola
Der Passo della Borcola, auch nur Passo Borcola genannt, ist ein 1207 m s.l.m. hoher Gebirgspass zwischen den italienischen Provinzen Trient und Vicenza.

## Lage und Umgebung
Der Pass ist im Süden vom Pasubio und im Norden vom Monte Maggio eingegrenzt. Er stellt den Übergang vom Valle di Terragnolo (deutsch veraltet Leimtal) mit der Trentiner Gemeinde Terragnolo in das Valle di Posina mit der Vizentiner Gemeinde Posina dar. 
Auf Trentiner Seite führt die Strada provinciale 138 von der Fraktion Piazza zum Pass, die auf Vicentiner Seite als Strada provinciale 81 nach Posina weiterführt. Auf der Nordwestseite liegt auf Trentiner Boden etwas unterhalb der Passhöhe eine kleine 1968 vom örtlichen Reservistenverband der Alpini errichtete Kirche. Wenige Höhenmeter unterhalb der Kirche befindet sich die bewirtschaftete Malga Borcola.
Der Passo della Borcola wird vom Europäischen Fernwanderweg E5 und vom Sentiero della Pace (deutsch Friedensweg) berührt.

## Geschichte

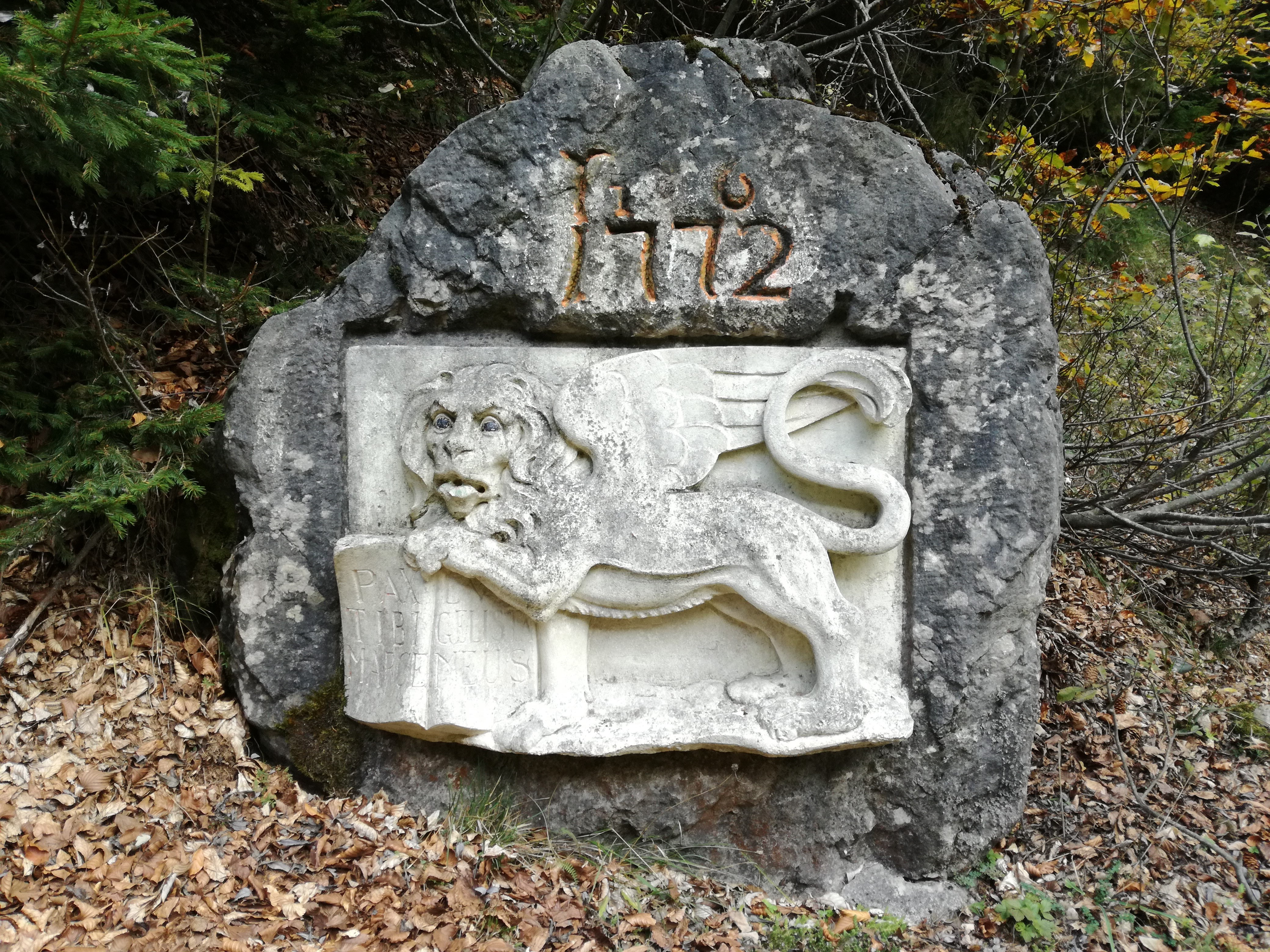
Venezianischer Grenzstein von 1772 an der Passhöhe

Der Passo della Borcola spielte im Vergleich zum südlich gelegenen Passo Pian delle Fugazze nur eine untergeordnete Rolle als Übergang zwischen dem Provinzen Trient und Vicenza. Dennoch zeugt eine am Pass gefundene Axt aus der Bronzezeit, dass der Pass seit Alters her genutzt wurde.
Das insbesondere tief eingeschnittene Valle di Terragnolo behinderte lange Zeit den Ausbau von Kommunikationswegen, weshalb der Pass lange Zeit ein Schattendasein führte. Erst im 13. Jahrhundert beschloss der Stadtrat von Vicenza die Verbindungswege nach Trient auszubauen, darunter auch den Übergang von Posina über den Borcolapass.
Im 15. Jahrhundert ließ die Republik Venedig einen Grenzstein am Pass errichten, der nach der Besetzung von Posina 1510 durch die Truppen Maximilians I. zerstört wurde und erst 1772 nach Beilegung der Grenzstreitigkeiten mit den Habsburgern unter der Regierung von Maria Theresia neu aufgestellt wurde.
1701 war es Prinz Eugen, der den Pass während des spanischen Erbfolgekrieges mit Teilen seiner Truppen von Rovereto kommend auf Saumwegen überschritt.
Während des Ersten Italienischen Unabhängigkeitskrieges 1848 stießen erst italienische Freischaren von Posina kommend über den Pass in das Valle di Terragnolo vor, bevor sie wieder zurückgedrängt wurden.
Nach dem italienischen Kriegseintritt im Ersten Weltkrieg wurden der Borcolapass und das Terragnolo-Tal zunächst von italienischen Truppen besetzt. Mit der österreichisch-ungarischen Frühjahrsoffensive im Mai 1916 gelang es der 11. k. u. k. Armee das Tal und den Pass wieder zurückzuerobern. Noch im gleichen Jahr begann man mit dem Bau der heutigen Passstraße, auf der der Nachschub der Pasubio-Front zugeführt wurde. Die Trasse stellte sich allerdings als extrem lawinengefährdet heraus, weshalb die Passstraße im Winter nicht genutzt werden konnte. Als Ersatz errichtete man eine Materialseilbahn bis zum Borcola-Pass. Am Pass selbst lag österreichisch-ungarische Artillerie in Stellung, die die italienischen Stellungen am Pasubio beschoss. Daneben gab es noch weitere militärische Einrichtungen, wie Befehlsstände und Feldlazarette, die in unmittelbarer Nähe des Passes errichtet worden waren. Spuren und Reste dieser Kriegsbauten finden sich noch heute am Pass.